# Белоцерковский, Михаил Лазаревич
Михаи́л Ла́заревич Белоцерко́вский (8 октября 1944, Москва — 28 января 2021, Тверь) — российский театральный фотограф.

## Биография
Михаил Белоцерковский более 35 лет проработал театральным администратором. Сначала в Малом театре, куда его привёл артист Виталий Коняев, затем в театре «На Малой Бронной», театре Вахтангова, в Московском театре Эстрады.
За годы работы администратором познакомился и общался со многими выдающимися актёрами и театральными деятелями.
Профессионально занялся фотоискусством в 2007 году, в возрасте 63 лет, по совету Юрия Феклистова.
Работал театральным фотографом в театре Вахтангова, театре Маяковского, театре им. Чехова, театре «На Малой Бронной», театре Сатиры, Московской театральной школе Олега Табакова, мастерской Дмитрия Брусникина и на многих других площадках.
За последующие 10 лет состоялись 3 персональные выставки Михаила Белоцерковского:
- 2015 — выставка «В свете рампы» в московском спортивном арт-клубе «Галерея»
- 2016 — выставка «В свете рампы — 2» в Центре культуры и творчества «Нега»
- 2017 — выставка «В свете рампы — 3» в Московском мюзик-холле.

Участник Первого фестиваля современной фотографии «ФИКСАЖ» (апрель 2016) в Центральном Доме Художника.
Своими учителями Михаил Белоцерковский называет известных московских фотографов Юрия Феклистова, Евгения Цукермана и Анатолия Хрупова.
В конце жизни переехал в Тверь, где на февраль 2021 года готовил выставку своих работ, сделанных в театрах этого города.
Скончался 28 января 2021 года от осложнений, вызванных коронавирусом.

## Личная жизнь
Был женат. В 2007 году в семье Михаила Белоцерковского родился сын. Также есть дочь от первого брака.